# Pols lunars
Els pols lunars són les zones de la superfície de la Lluna travessades pel seu eix de rotació. Aquestes zones són les parts més difícils d'observar a causa de la situació que presenten vistes des de la Terra, encara que les libracions ofereixen, alternativament, la visió d'un o altre pol dirigit favorablement cap a la Terra i en millors condicions que l'altre.
Durant els anys 1959 a 1967 es van realitzar nombrosos mapes cartogràfics incloent-hi la cara oculta de la Lluna, si bé encara persistia un fragment de la superfície del pol sud, aproximadament l'1% de la Lluna, que encara n'ocultava la cara.

## El pol Nord

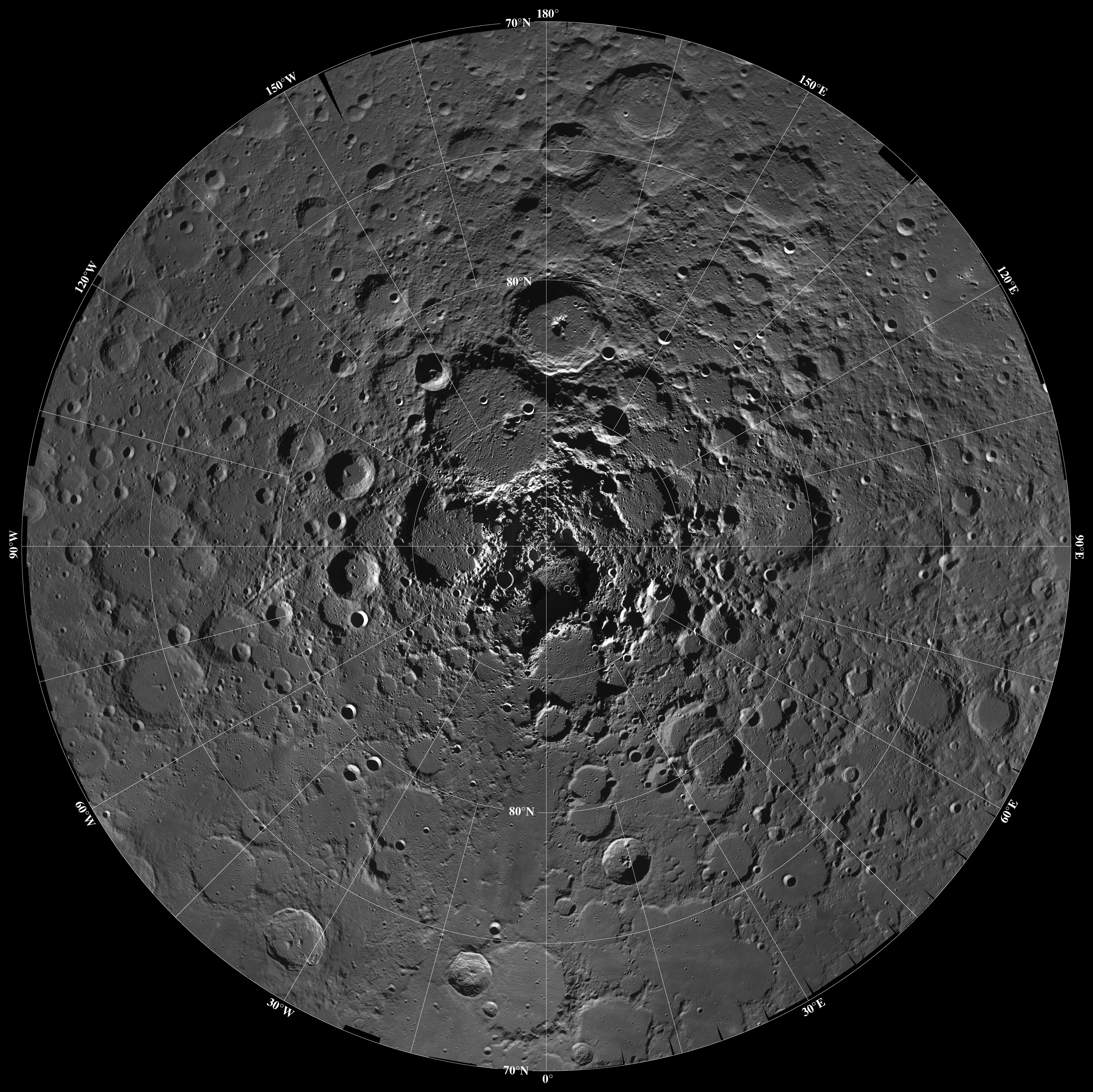
Vista del pol nord de la Lluna per la Missió Clementine

El pol Nord, menys accidentat, no presentà mai un excessiu problema a la cartografia. La comparació entre tots dos pols revela diferències molt acusades, sobretot quant a circs de gran grandària: situant-se en la vertical del punt polar sud s'aprecia (des del paral·lel 90° fins al 60º) almenys 8 grans circs: Zeeman, Bailly, Hausen, Schrödinger, Antoniadi, Drygalski i els recentment descoberts Amundsen i Scott, entre d'altres, mentre que els situats a la zona nord se'n redueixen a tres: Schwarzschild, Nansen i Belcovich.
El bombardeig sistemàtic de bòlids ha afectat tots dos pols per igual, i es poden comptar milers d'impactes menors en cadascú.
Si per alguna cosa es distingeix la zona sud és per trobar-s'hi algunes de les majors elevacions de la Lluna (vegeu punt més alt de la Lluna), els monts Leibnitz, amb altures de l'ordre de 8.200 m, és a dir, el 0,17% de l'alçada pel que fa al diàmetre lunar: l'Everest amb els seus 8.848 metres només representa el 0,07 del diàmetre terrestre.

## El pol Sud

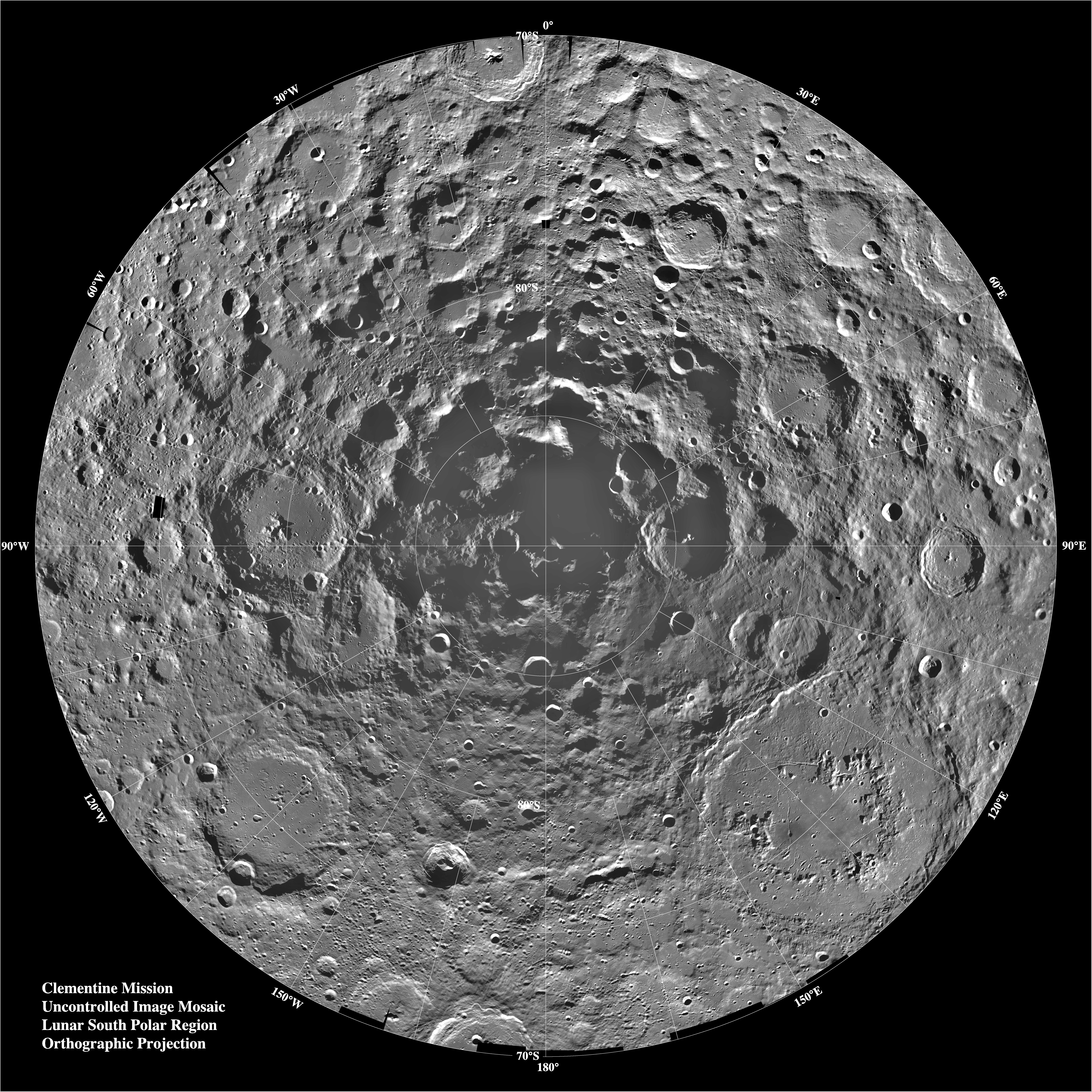
Vista del pol sud de la Lluna per la Missió Clementine

La zona del pol Sud, menys coneguda, es denominà com a "Lluna incògnita" pels membres de l'ALPO (Associació d'Observadors Lunars i Planetaris) dels Estats Units; aquesta regió era desconeguda per gairebé 1/8 de la circumferència lunar, des dels 50º al mateix pol, amb una superfície aproximada de 270.000 quilòmetres quadrats. Aquesta zona és important perquè s'hi alcen les majors altures i per contenir valls on, presumiblement, la llum solar mai arriba al fons, amb la consegüent possible existència de gasos i vapors encara congelats i d'aigua en forma de gel. Els cràters del pol sud lunar són únics, perquè la llum solar no n'arriba a la part inferior. Aquests cràters són trampes fredes que contenen un registre fòssil del sistema solar primitiu.
Malgrat el rastreig cartogràfic de les cinc missions Lunar Orbiter, aquest sector seguia sent desconegut: la llum solar amb prou feines n'il·luminava els detalls marginals; només des de la Terra se'n podria realitzar l'aixecament restant.

## El mapa de l'ALPO
El 1972 l'ALPO al costat de l'Associació Astronòmica Britànica van iniciar un programa d'observació cartogràfica telescòpica que, uns dies de cada mes, pogués aportar més dades visuals i fotogràfiques de la regió.
Entre 1972 i 1987 un total de 58 observadors, amb instruments des de 60 mm fins als 209 cm, van afegir 384 dibuixos i més de 1.500 fotografies de la zona, amb alguns mesuraments micromètrics de les elevacions que se situen properes al limbe lunar.
La campanya considerava aquesta regió dividida en tres sectors:
- La zona A, la més senzilla d'observar per ser prou ampla i assequible en les libracions; està situada immediatament a l'oest del cràter Scott i exactament al sud dels cràters Short i Newton, i arriba fins a la paret est de Drygalski.
- La zona B, menys favorable per ser més estreta, s'estén des de Drygalsky fins a la paret sud de Hausen.
- La zona C, molt més difícil de veur; arriba des de la paret sud de Hausen fins a la zona que s'estén al SO de Pingré.

L'ALPO preparà un conjunt de cartes per a l'observació sistemàtica: una carta general que oferia una vista de les tres zones, amb un ratllat dels sectors a estudiar i alguns presumptes detalls interns com a orientació. A més, a causa de les libracions, es van preparar altres mapes més amplis: així de la zona A, els observadors disposaven de 3 mapes (per a les libracions de latitud 6º i longitud +5º, 0° i 5º), de la zona B no menys de 27 (que incloïen totes les possibilitats de libració en latitud i longitud) i de la zona C altres 4 per a les libracions en latitud: 6º a 4º i en longitud de 4º a 8º.
Al costat dels mapes es remetien periòdicament als observadors les prediccions sobre les libracions més favorables del limbe sud i oest combinats, ja que així apareixen més visibles dins de la dificultat de les zones A, B o C.
Dins d'aquest dilatat període les èpoques més favorables van ocórrer amb un interval de 6 anys aproximadament entre 1972-73, 1978-80 i 1984-86.

## Resultats de l'observació
El mapa final de l'ALPO oferia una perspectiva única de la zona desconeguda: així es van arribar a mesurar més de 850 altures (tant visualment amb micròmetres com fotogràficament) i es van determinar 52 posicions geodèsiques de precisió, amb l'ajuda de les quals se situaren els altres accidents; tingui's en compte que la perspectiva prop del limbe és màxima i un error d'una desena de quilòmetres era típic.
La cobertura era d'una mica més d'1,1 milions de quilòmetres quadrats, que representa el 2,9% de la superfície lunar: la sorpresa més gran va ser trobar, al mateix pol Sud, un cràter petit completament circular denominat provisionalment Shackleton pel conegut explorador.
També van poder determinar-se millor les dimensions d'alguns accidents clàssics: així Newton fa 89 per 64 km, amb una profunditat de 5.500 m; Schomberg té una profunditat de 5.800 m o Demonax fa 114 km d'ample i uns 5.000 m de profunditat; és clar que són accidents amb els fons poc il·luminats pel Sol, candidats a conservar aigua en forma de gel.
L'última novetat pe a la selenografia fou el descobriment del Palus Solitatis ('pantà de la Solitud'), situat a occident de Hausen i immediatament a l'oest d'Arrhenius: cap nom hi podria quadrar més, tot i que serà l'OAI la que confirmi tots aquests noms prèviament assignats als nous accidents. Entre aquests "nous" accidents cal esmentar els cràters Ashbrook, Nobile, Faustini, Medervari o Benestell, tots amb una latitud superior als 80º S.
Les últimes imatges han estat les obtingudes del pol Nord per la sonda Galileu en el seu viatge cap a Júpiter, o les enviades des del casquet sud per la Clementine, des d'un lloc al qual no tenen accés els rajos del Sol i que podria ocultar enormes bosses d'aigua en forma de blocs de gel, així com les de la Lunar Prospector, les quals encara trigaran un temps a ser processades i posades a disposició dels estudiosos.